# When It All Falls Apart
"When It All Falls Apart" é o terceiro single lançado pela dupla australiana The Veronicas, a música encontra-se no álbum de estréia The Secret Life of... (2005). O single estreou em 20 de março de 2006. Foi certificado Ouro pelas vendas de mais de 35.000 cópias na Austrália. Ficou 14 semanas no ARIA Top 20. Nos Estados Unidos, a música serviu como o segundo single da dupla em junho de 2006. A canção seria lançada no Reino Unido como o primeiro single em março de 2007, mas foi cancelada posteriormente;[carece de fontes?] "Untouched" foi escolhido e lançado como single de estreia no país em 2009.
A música ganhou uma versão em Simlish e faz parte da trilha sonora da expansão Quatro Estações do jogo The Sims 2.

## Videoclipe
O clipe mostra The Veronicas andando pela casa delas depois da festa que houve na noite anterior. enquanto limpam, elas tem algumas lembranças da festa. Há um crocodilo cercando a casa. No fim do vídeo, mostra elas sentadas do lado de fora da casa, cantando o resto da música.

## Faixas e formatos
- EP mundial[2]

1. "When It All Falls Apart" — 3:15
2. "Heavily Broken" (ao vivo) — 4:23
3. "Everything I'm Not" (Jason Nevins remix edit) — 3:30

- Single em CD europeu[3]

1. "When It All Falls Apart" — 3:15
2. "Heavily Broken" (ao vivo) — 4:20

## Desempenho nas tabelas musicais
"When It All Falls Apart" foi bem sucedido na Austrália, passando 7 semanas no top 10. Alcançou a mesma posição na Nova Zelândia e entrou no top 20 na região de Flandres, na Bélgica.